# Kleinwalsertal

Bij Riezlern

Het Kleinwalsertal, ook Kleines Walsertal, is een dal in het noordoosten van de Oostenrijkse deelstaat Vorarlberg. Het hele dal is deel van Oostenrijk. Het is een Oostenrijkse functionele enclave. Het dal ligt ten noorden van de 2533 meter hoge Großer Widderstein. De plaatsen Hirschegg, Mittelberg en Riezlern en aan het zuidwestelijke einde gelegen Baad zijn van de rest van Vorarlberg gescheiden. Zij zijn uit het overige deel van Oostenrijk slechts lopend te bereiken via de Hochalppas en het Gemsteljoch. Met de auto kan men het dal alleen vanuit Duitsland bereiken via Oberstdorf.
Door deze bijzondere situatie bond het Kleinwalsertal zich in 1891 economisch aan Duitsland, door een monetaire- en tolunie met Duitsland te sluiten. Door de toetreding van Oostenrijk tot de Europese Unie in 1995, en de invoering van de euro verminderde de betekenis van deze bijzondere status.
Het dal bevindt zich in de Allgäuer Alpen en behoort tot het district Bregenz.

## Etymologie
De naam van de vallei is afgeleid van de Walsers die er in de 13e eeuw vanuit het Wallis in Zwitserland naartoe verhuisden (zie ook "Großwalsertal").

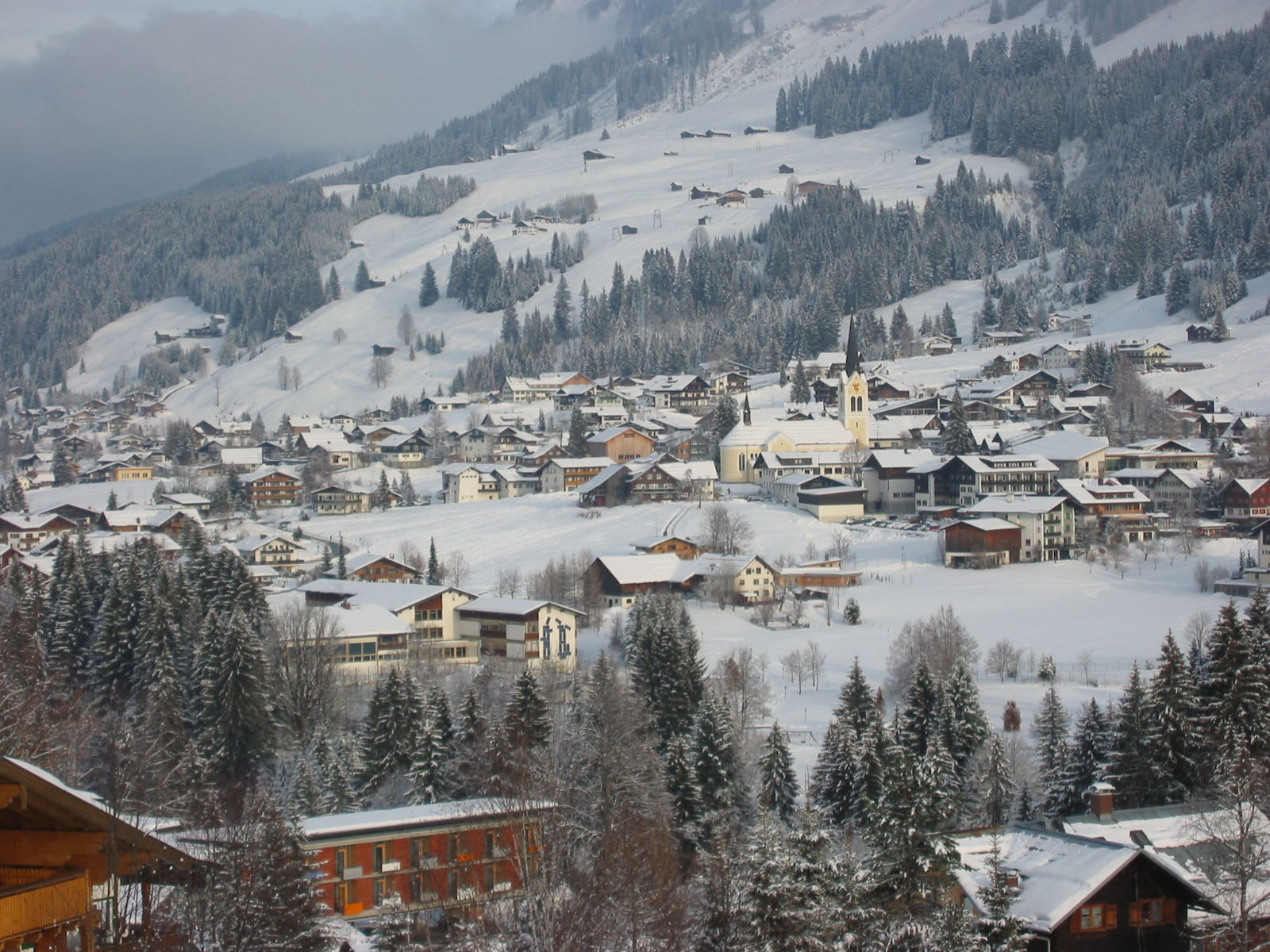
Riezlern is een dorp in het Kleinwalsertal

## Geografie
Het Kleinwalsertal is een V-dal. De rivier Breitach stroomt door het gehele dal, het water in de Breitbach komt uit riviertjes uit de verschillende zijdalen.
Het Kleinwalsertal wordt bijna volledig door hoge bergen omringd. Deze bergen behoren toe de Allgäuer Alpen. Het hoogste punt in het dal is de Großer Widderstein (2533 m). Door deze berg wordt het Kleinwalsertal gescheiden van de rest van het Oostenrijk. Andere bergen zijn de Hoher Ifen (2230 m), de Kanzelwand (2058 m), de Fellhorn (2038 m) en de Walmendinger Horn (1990 m).
De drie plaatsen Mittelberg, Hirschegg en Riezlern zijn in één gemeente samengebracht. De officiële naam van deze gemeente is Mittelberg, hoewel men in de omgangstaal ook weleens van de gemeente "Kleinwalsertal" spreekt.
Het Kleinwalsertal is een tamelijk breed en zonnig dal met een lengte van 15 km. Het dal ligt gemiddeld op 1100 m. Het dal eindigt bij het dorpje Baad en hoewel er ooit plannen waren voor een tunnel richting Sankt Anton en Lech heeft men, om de flora en fauna in het dal te beschermen, uiteindelijk besloten de situatie zo te laten. Door dit afgesloten karakter is het dal lange tijd een zogenaamd "Zollanschlussgebiet" van Duitsland geweest en ontbreekt het in het dal aan doorgaand verkeer.

## Economie
Door de eeuwen heen was de landbouw een belangrijke economische sector. In de 21e eeuw speelt de landbouw nog maar een beperkte rol. De goede transportverbindingen naar het noorden hebben bijgedragen aan het versterken van het toerisme. Hoewel het dal in 1995 zijn bijzondere economische status verloor, is daar nog wel iets van te merken. Het prijsniveau voor brandstoffen is gelijk aan Duitsland.

### Toerisme
Tot de opkomst van het toerisme leefde het dal vooral van de landbouw. In 1960 bereikte het aantal overnachtingen voor het eerst een miljoen.
Het dal leeft overwegend van het toerisme. Het gebied is zowel 's winters als 's zomers een populaire toeristische bestemming voor vooral jonge en oudere echtparen en gezinnen met kinderen, vooral uit Duitsland en Nederland. Hoewel het skigebied niet bijzonder groot is, zijn er voldoende afdalingsmogelijkheden. Omdat er zo veel sneeuw valt, wordt het dal een van de "Schneelöcher" van Oostenrijk genoemd. 's Zomers is het dal een mooi wandelgebied, de bergen zijn goed toegankelijk en het Kleinwalsertal is daardoor een populair wandelgebied. In de bergen zijn er berghutten en er zijn twee parcoursen voor Klettersteig.

## Cultuur
Het Literaturfest Kleinwalsertal is een in 2017 opgericht literair festival dat lezingen, workshops, poetryslams en tentoonstellingen organiseert. Het vindt plaats in de herfst. Het festival wil auteurs en het publiek samenbrengen. Een project binnen het festival is een virtual storytelling wandelpad van twee uur. Met behulp van teksten wil het mensen langs het pad bij elkaar brengen en de grenzen van schrijvers en lezers vervagen.